# سیارک ۴۴۹۰
سیارک ۴۴۹۰ (به انگلیسی: 4490 Bambery، نامگذاری:1988ND) چهار هزار و چهارصد و نودمین سیارک کشف شده‌است که در ۱۴ ژوئیه ۱۹۸۸ کشف شد.
قدر مطلق سیارک برابر ۱۲٫۷۰ است.